# Lycenchelys fedorovi
Lycenchelys fedorovi is een straalvinnige vissensoort uit de familie van puitalen (Zoarcidae). De wetenschappelijke naam van de soort is voor het eerst geldig gepubliceerd in 2000 door Anderson & Balanov.